# Annals of Anatomy
Annals of Anatomy is een internationaal, aan collegiale toetsing onderworpen wetenschappelijk tijdschrift op het gebied van de anatomie en morfologie. De naam wordt in literatuurverwijzingen meestal afgekort tot Ann. Anat. Het wordt uitgegeven door Elsevier namens de Anatomische Gesellschaft en verschijnt tweemaandelijks.
Het tijdschrift is opgericht in 1886 onder de naam Anatomischer Anzeiger. De huidige naam dateert van 1991.